# Confidence pour confidence
Pour les articles homonymes, voir Confidence pour confidence (chanson) et Confidences pour confidences.
Confidence pour confidence est un roman de Paule Constant publié le 2 avril 1998 et ayant obtenu le prix Goncourt la même année.

## Historique
Le roman reçoit le prix Goncourt en novembre 1998, grâce au soutien de François Nourissier, au troisième tour de scrutin contre Lambert Pacha de François Sureau, Les Vice-rois de Gérard de Cortanze et Méroé d'Olivier Rolin. Immédiatement, une polémique éclate, elle est accusée indirectement d'avoir « volé » le prix à Michel Houellebecq, l'auteur des Particules élémentaires.

## Résumé
Quatre femmes dans la quarantaine se réunissent dans une maison pour se livrer au jeu de la confession : Babette, que son compagnon vient de quitter, Gloria et Aurore, deux écrivaines, et enfin Lola, une actrice norvégienne.

## Éditions
- Confidence pour confidence, éditions Gallimard, 1998  (ISBN 2070752313).
- Confidence pour confidence, Éditions Feryane, 1999  (ISBN 978-2840112945) (édition en gros caractères).
- Confidence pour confidence, Folio, éditions Gallimard, 2000  (ISBN 2070413810).